# 月花めもり
月花 めもり（つきばな めもり、2002年9月14日 - ）は、日本のライブアイドル、グラビアアイドル、タレント。女性アイドルグループ「ゆえない」のメンバー。
東京都出身。現在、フリーランスで活動中。彩色（あやしき）シンジケートが活動のサポートをしている。2023年10月までSPJ Entertainmentに所属していた。

## 略歴
2022年6月24日、1stDVD『ピュア・スマイル』（竹書房）を発売。
2022年11月7日発売の『週刊プレイボーイ』（集英社）の企画「新世代グラドルボイン番付 2022年秋場所」にて、「東の張出横綱」に選出。
2022年12月22日、グラビアアイドルDVD販売会社が選ぶアワード『グラビア・オブ・ザ・イヤー2022』（主催：グラビア・オブ・ザ・イヤー実行委員会、協力：キネマ旬報社・ガジェット通信）にて、新人賞を受賞。
2023年3月26日、都内で開催された3枚目のイメージDVD『Memories』（スパイスビジュアル）の発売記念イベントにて、同年8月に発売される5枚目のイメージDVDのリリースイベントを最後にグラビア活動からの引退と、所属しているSPJ Entartainmentから退社することを発表。今後の活動に関しては随時SNSにて発表し、芸能活動は続けていき、次の道も決まっていると明かした。
2023年10月14日、都内で開催されたイメージDVD発売イベントにて、同11月に今後の活動について発表すること、芸名については「一応、名残りを残しつつ変わる予定」と明かした。また、同年10月18日に1st写真集『ラストメモリー』（双葉社）を発売し、同22日の都内で開催された写真集発売イベントにて、演技や音楽活動のほか文章を書くことに興味があり、「名前を変えて環境も変わったら、どれだけの人が集まるかわかりませんが、どこまでやれるか自分を試したい」と11月からの意欲を語った。
2023年10月31日、自身のX（旧Twitter）を更新し、「〝SPJエンターテイメント所属グラビアアイドル大葉めも〟を卒業します。」と報告。また、ファンや関係者に対し感謝の気持ちを併せて綴った。翌11月1日、自身のSNSを更新し、芸名を「Memo（めも）」に改名しフリーランスのタレントとして活動することを報告した。
2024年5月11日、自身のSNSにて活動名を「Memo」から「月花めもり（つきばなめもり）」に改名したことを報告した。
2024年9月14日、女性アイドルグループ「ゆえない」に新メンバーとして加入することを発表した。
2025年2月1日、同月より月花めもり名義でのグラビア活動を始めると自身のSNSで報告した。

## 人物
- 趣味はミステリー小説を読むこと、ウィンドウショッピング、焼肉を食べること、歩くこと[2]。
- 特技はマッサージすること、メイクを崩さないこと[2]。
- 芸名の"めも"は、本人が「メモ魔」であることに由来する[23]。

## 作品

### イメージビデオ
大葉めも 名義
- ピュア・スマイル（2022年6月24日、竹書房）[24][25]
- 19歳、真夏のめもリアル（2022年9月20日、ラインコミュニケーションズ）[26][27]
- Memories（2023年2月22日、スパイスビジュアル）[28][29]
- ミルキー・グラマー（2023年5月26日、竹書房）[30]
- いつもありがとう（2023年8月25日、竹書房）[31][32]

月花めもり 名義
- 月花めもり はじめてます（2025年4月10日、ラインコミュニケーションズ）[33][34]

## 出版

### 写真集
大葉めも 名義
- ラストメモリー（2023年10月18日、双葉社、撮影：冨貴塚宏樹）ISBN 978-4575318319[35][36]

### デジタル写真集
大葉めも 名義
- オトナの階段（2022年11月4日、竹書房［Bamboo e-Book］）
- たわわん（2022年11月4日、竹書房［Bamboo e-Book］）
- わがままダイナマイト（2022年11月4日、竹書房［Bamboo e-Book］）
- 大きすぎる！（2022年11月4日、竹書房［Bamboo e-Book］）
- 大葉めもが水着でキャンプ（2023年1月20日、講談社［ヤンマガデジタル写真集］、撮影：田中智久）[37]
- 大葉めもが水着でサウナ（2023年1月20日、講談社［ヤンマガデジタル写真集］、撮影：田中智久）[38]
- 大葉めもが水着でキャンプ＆サウナ＜70枚完全版＞（2023年1月20日、講談社［ヤンマガデジタル写真集］、撮影：田中智久）[39]
- 19歳、真夏のめもリアル（2023年2月14日、ラインコミュニケーションズ［Idol Line］、撮影：横内禎久）
- Bloom Forever（2023年6月5日、集英社［週プレ PHOTO BOOK］、撮影：YUJI TAKEUCHI）[40]
- Memories 〜Ver.1･2〜（2023年6月8日、スパイスビジュアル）
- Kiss You（2023年6月15日、エー・ビー・エンターテイメント）
- メモる！（2023年8月11日、竹書房［Bamboo e-Book］）
- ラブポップグラビア Vol.01（2024年11月15日、PAD）
- ラブポップグラビア Vol.02（2025年2月22日、PAD）